# Will Fetters
Will Fetters é um produtor cinematográfico americano. Como reconhecimento, foi nomeado ao Óscar 2019 na categoria de Melhor Roteiro Adaptado por A Star Is Born (2018).